# La felicidad de los ogros
La felicidad de los ogros es una novela de Daniel Pennac publicada en 1985 como "Au bonheur des ogres", la primera de la saga Malaussène. Su título podría estar inspirado en la novela " Au Bonheur des dames" de Émile Zola, que habla sobre el mundo de las grandes tiendas.

## Novelas de la serie Malaussène
- La felicidad de los ogros, Madrid, Jucár, 1989
- El hada carabina, Bogotá, Norma, 1996
- La pequeña vendedora de prosa, Barcelona, Thassalia, 1997
- El señor Malaussène, Bogotá, Norma, 1998
- Los frutos de la pasión, Barcelona, Mondadori, 2001
- Entre moros y cristianos, Barcelona, Debolsillo, 2013

- Datos: Q2870291